# Křovice
Křovice (německy Krowitz) je část města Dobruška v okrese Rychnov nad Kněžnou. Nachází se na severu Dobrušky. Prochází zde silnice I/14. V roce 2009 zde bylo evidováno 76 adres.
Křovice je také název katastrálního území o rozloze 2,11 km².

## Historie
První písemná zmínka o vesnici pochází z roku 1361.

## Obyvatelstvo
| Rok            | 1869 | 1880 | 1890 | 1900 | 1910 | 1921 | 1930 | 1950 | 1961 | 1970 | 1980 | 1991 | 2001 | 2011 | 2021 |
| -------------- | ---- | ---- | ---- | ---- | ---- | ---- | ---- | ---- | ---- | ---- | ---- | ---- | ---- | ---- | ---- |
| Počet obyvatel | 216  | 230  | 245  | 264  | 349  | 311  | 288  | 238  | 212  | 291  | 270  | 217  | 234  | 210  | 220  |
| Počet domů     | 45   | 45   | 45   | 45   | 50   | 50   | 55   | 58   | 58   | 75   | 62   | 60   | 63   | 68   | 67   |

## Obecní správa
Při sčítání lidu v letech 1869–1930 Křovice byla samostatnou obcí, se kterým patřil nejprve do okresu Nové Město, ale v letech 1880–1930 v okrese Nové Město nad Metují. Od roku 1947 je částí města Dobruška v okrese Dobruška, ale od roku 1961 v okrese Rychnov nad Kněžnou.

## Pamětihodnosti
- Kaple Panny Marie

## Osobnosti
Kolem roku 1770 se zde narodila Marie Magdalena Novotná-Čudová, babička Boženy Němcové.

## Galerie

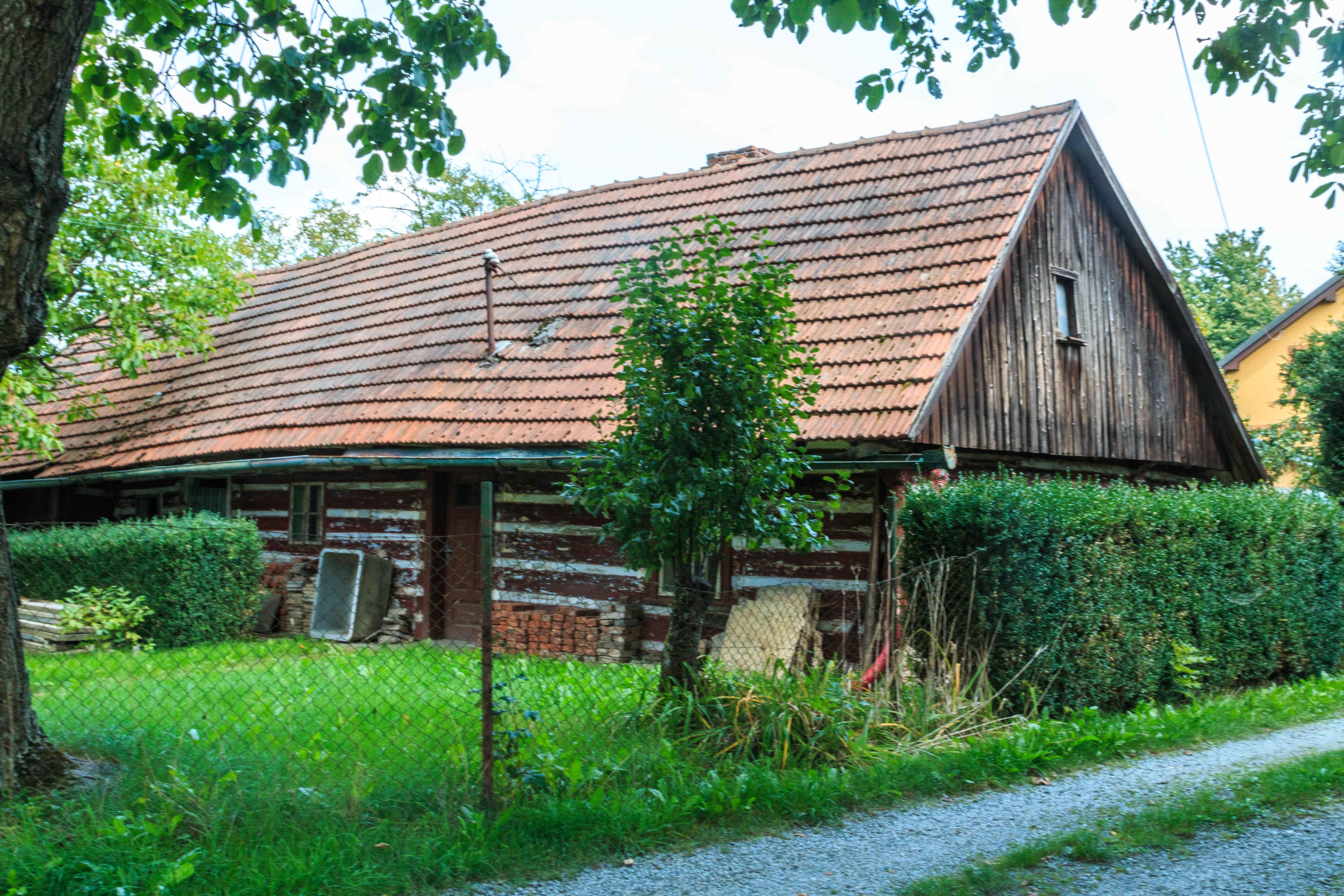
Dům čp. 401
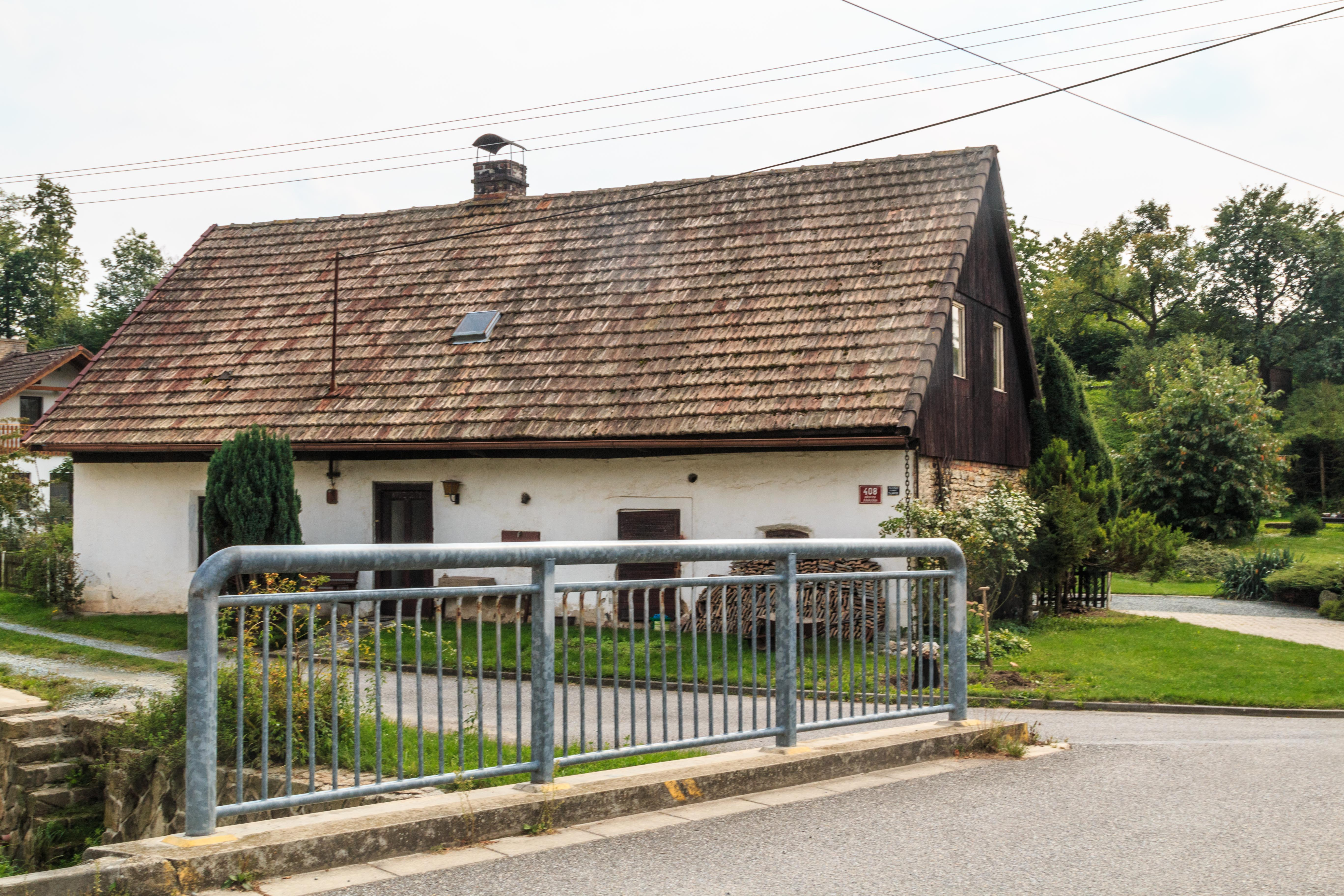
Dům čp. 408
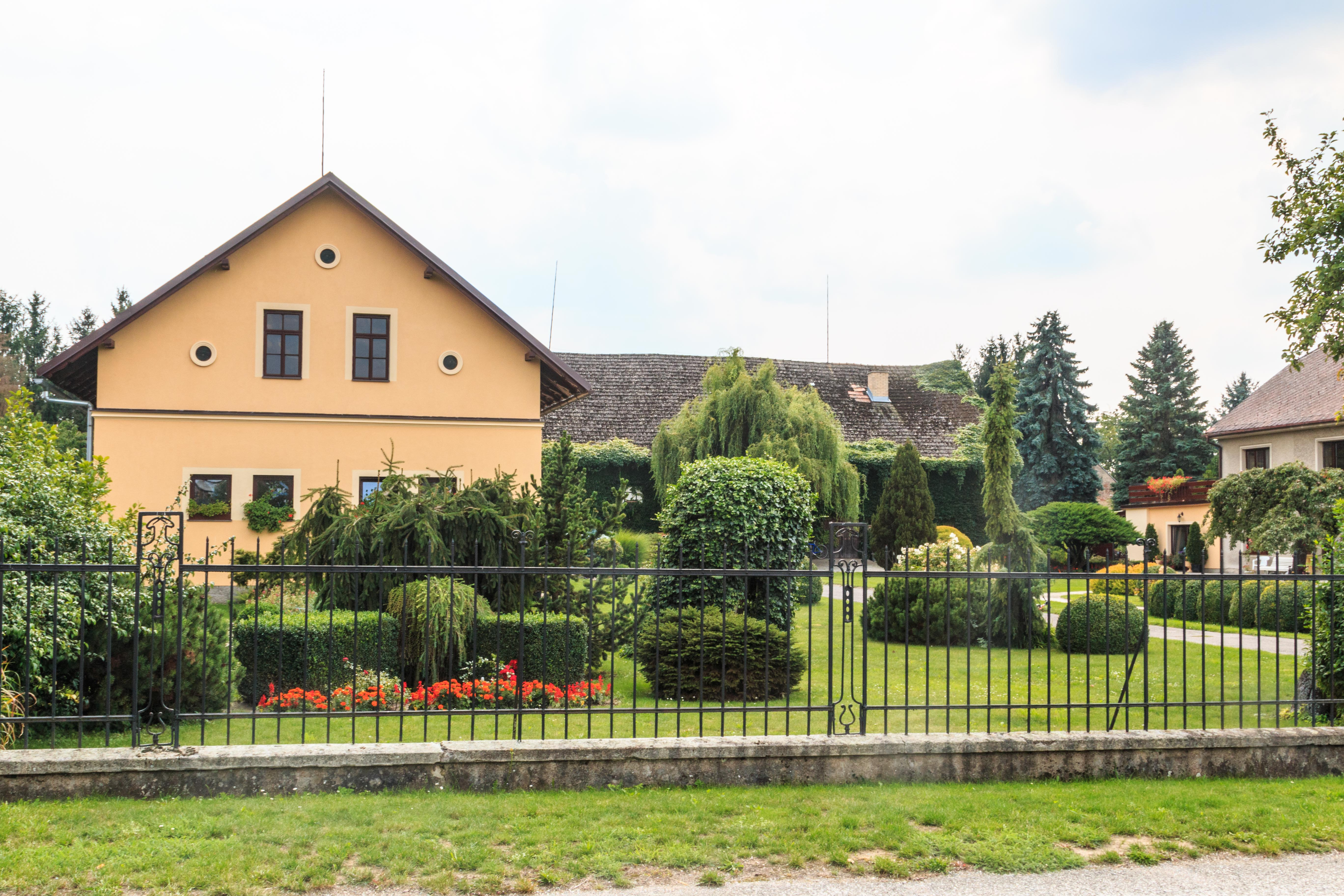
Dům čp. 4
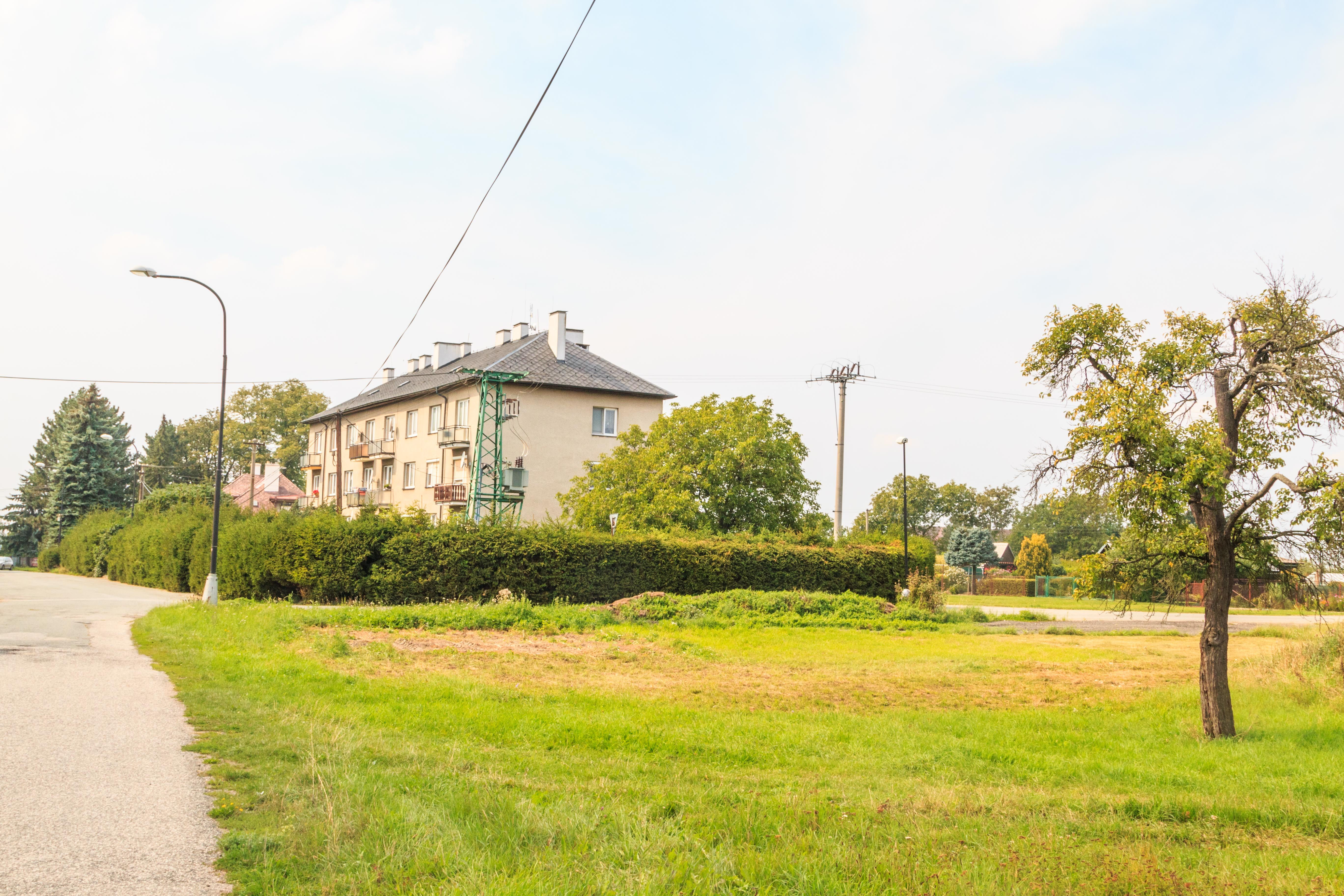
Dům čp. 6
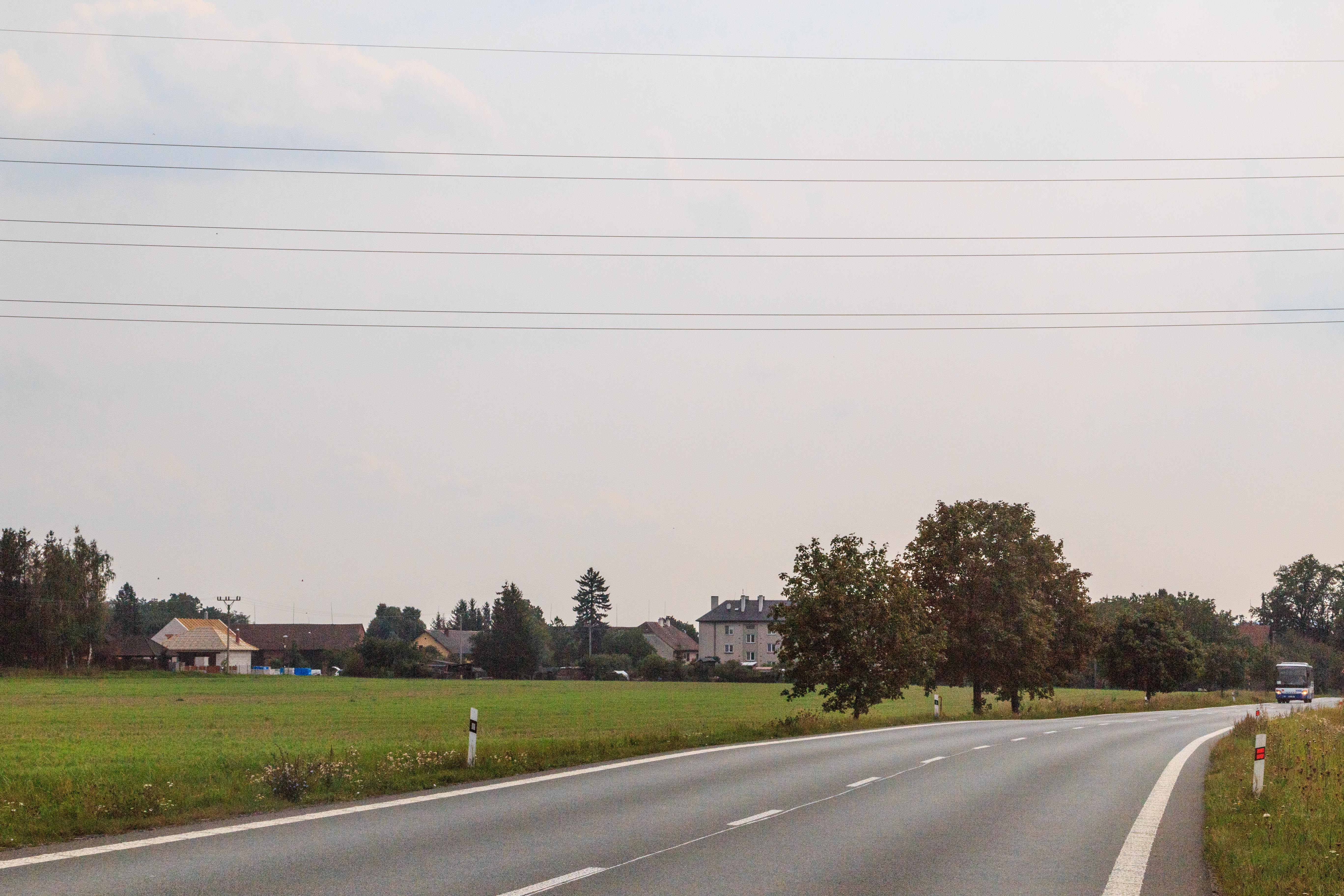
Příjezd od Běstviny